# 彭婉如基金會
彭婉如基金會，全名彭婉如文教基金會（英語：Peng Wan-Ru  Foundation），是成立於1997年的台灣民間基金會。
彭婉如基金會是為紀念於1996年搭乘計程車後慘遭性侵殺害的女權運動者彭婉如所設，該基金會提出：改善治安要從社區做起，唯有從社區這個最接近民眾的生活層次出發，才能徹底實踐治安的維護。
以此理念為基礎，彭婉如基金會早期推動「社區治安」方案，動員社區女性、家長會、學校、商家，共同組成各地的社區治安會議及媽媽治安委員會。以找出社區的治安死角、改善社區不良環境、建立緊急安全愛心站等。藉此過程，也鼓勵家庭主婦走出家庭、參與公共事務。1997年至2006年為止，彭婉如基金會協助全國120個國中國小學區，整治了1057個社區治安死角、推廣了16241個安全愛心站。
接著，彭婉如基金會開始推動各式兒童照顧方案——例如社區自治幼兒園、社區保母、國小學童課後照顧。時任董事長劉毓秀表示，兒童照顧方案的概念，是參考北歐如瑞典等國家的制度。基金會工作重點轉向的原因是：「消除暴力犯罪……治安維護的治本之道，在於讓小孩健康成長。」「這項工作有必要從小學開始做……例如常態性課後照顧服務，用以補足新時代雙薪小家庭以及越來越多的解組家庭的薄弱育兒功能。」彭婉如基金會的國小學童課後照顧方案，與各地國民小學合作，並培訓、遴選因為育兒離開職場的女性擔任課後照顧人員。1998至2005年，婉如基金會於8個縣市辦理這項服務，合作的學校約為60所，照顧的國小學童約6000名。
晚近，彭婉如基金會也持續效仿北歐國家制度，推動「社區照顧福利服務互助系統」，標榜建立「0-99歲一生的照顧服務」。包括各式公共托育服務，如嬰幼兒保母照顧服務、社區公共托育家園、非營利幼兒園，以及家事管理、老人居家陪伴等服務。
這些照顧方案的「北歐模式」基本理念是：女性應該擁有就業、經濟獨立的權利，男性則不應該被剝奪養育子女及照顧的權利。社區應提供充足的托育及照顧措施，而非歸責於家庭或交給私人市場。彭婉如基金會以北歐模式為本，再針對台灣社會的需求與條件，不斷調整與實驗各項照顧服務方案。也期在時機成熟時，將這些方案推動為國家政策。

## 犯罪防治觀點對於北歐福利國家的見解
有犯罪防治研究的學者指出：「北歐斯堪地那維亞所展現的文化是相信國家的仁慈，並信任政府機關，同時文化的價值塑造給社會的公共議題或政策，可以讓所有人一起參與，這樣獨特的文化影響著所有的社會行動者，囊及彼等觀念、思維與主張。」「......他山之石可以攻錯，不妨以斯堪地那維亞半島為借鏡，參考北歐各國以批判犯罪學之反思精神，人性關懷為考量，且強調符合國情的個別化處遇，透過社會福利之發展，並積極塑造出一個符合社會需要且保障人權之溫暖環境。」

## 現行服務內容
一、居家托育（保母）
彭婉如基金會目前承辦多個縣市政府的居家托育服務中心，依衛生福利部「直轄市縣市政府居家托育服務中心執行業務處理原則」，該中心負責提供家長托育服務及育兒諮詢或其他諮詢服，居家托育之媒合、轉介；定期追蹤幼兒送托情形，辦理家長意見調查及回饋；托育人員之招募、儲備、執業輔導及相關支持、交流活動等等。截至2023年，彭婉如基金會辦理7所居家托育服務中心，服務區域包括：台北市中山區、北投區、士林區，新北市中和區，桃園市八德區、龜山區，台中市中區、東區、南區、南屯區，台南市東區、南區、安平區、仁德區。
二、月子及公共家園
到府坐月子服務負責照顧生產完的產婦與嬰兒，也提供月子餐及簡易家事服務。讓產婦能在自己最習慣、自在的環境中，安心的將身體調養至最佳狀態，也與全家人一起適應有嬰兒加入的全新生活。截至2023年，彭婉如基金會提供的到府坐月子服務區域包括：台北市、新北市、桃園市、台中市。
社區公共托育家園則由縣市政府委託辦理，家園的地理位置多鄰近社區居民的生活圈，例如國小校園內。空間規劃的特色，是結合居家式托育的溫暖舒適與機構式托育的專業透明。截至2023年，彭婉如基金會辦理的社區公共托育家園共有7所，包括：台北市芝山、葫蘆、北投、桃源、文昌、士林社區公共托育家園，以及桃園市西門社區公共托育家園。
三、非營利幼兒園及公辦職場互助教保中心
非營利幼兒園的萌生背景，起於家長抱怨公幼放寒暑假、收托時間難配合、名額匱乏的問題，以及私幼收費讓荷包大失血、私幼教保人員工作條件不佳的不平之鳴，以及私幼過度營利化而使才藝、英文等偏頗教育內容掛帥的唉嘆。因此，民間倡議團體長期鼓吹政府能夠積極推展公共化教保服務，以改進前述困境。彭婉如基金會依教育部訂定的「非營利幼兒園實施辦法」、「職場互助式教保服務實施辦法」承辦服務，截至2023年，共承辦基隆市、台北市、新北市、桃園市、台中市、台南市、高雄市、屏東縣等47家園所。
四、家事管理
家事管理是由專業的家事管理員，提供清掃收納、膳食料理、洗衣整燙等家務服務。彭婉如基金會從促進「社會大家庭互助團結」的非營利精神出發，讓使用者在打造舒適居家生活的同時，也更多婦女穩定就業，從事可長可久、備受尊重的好工作。彭婉如基金會的家事管理員，經基金會專人督導長時間培訓、了解人員服務特質，也有客服追蹤調整。使用者交給家管員的薪酬，也是不經中間轉手、直接肯定家管員的努力。截至2023年，彭婉如基金會辦理家事管理服務的區域包括：大台北地區、桃竹地區、大台中地區、嘉南地區、高屏地區。
五、居家陪伴及銀髮支持
居家陪伴是由專業訓練的居家陪伴員，提供長輩基礎的家務、膳食協助，以及看視與陪伴照料。可以減輕家人或外籍看護照顧長輩的壓力與負擔，也讓不在長輩身邊的家人更放心。另外，居家陪伴員也可以提供手術後的照顧或癌症期間的療養，陪伴患者返回家中休養調理、支持生活自理。截至2023年，彭婉如基金會辦理居家陪伴服務的區域包括：大台北地區、桃竹地區、大台中地區、嘉南地區、高屏地區。
長青元氣學堂則提供亞健康的長輩，兼具預防性、復原性之支持服務，幫助長輩建構「自在老」、幫助家人建構「輕鬆顧」的生活。服務內容包括體適能、銀髮桌遊、健康操，以及其他促進身心健康的活動設計、健康管理與共餐等。可讓衰弱、亞健康的高齡者走出家門、參與活動，找回自己的生活力道。截至2023年，由台中市社會局委託彭婉如基金會在台中市豐原區辦理1所學堂。

## 外部連結
- 彭婉如文教基金會 （页面存档备份，存于）
- 彭婉如文教基金會的Facebook專頁